# The Adelaidean
Il The Adelaidean è un grattacielo di Adelaide in Australia.

## Storia
I lavori di costruzione dell'edificio, eretto dallo sviluppatore immobiliare Kyren Group, sono iniziati nel 2018 e sono stati ultimati nel 2020. Nel 2018 è stato annunciato che la torre avrebbe anche ospitato un albergo della catena Crowne Plaza, poi inaugurato nel 2020.

## Descrizione
L'edificio sorge nel CBD di Adelaide e presenta un'altezza di 138 metri per 36 piani. Il grattacielo è a destinazione mista alberghiera e residenziale.